# Ping Shan Heritage Trail
Der Ping Shan Heritage Trail (chinesisch 屏山文物徑 / 屏山文物径 – „Ping Shan-Denkmalpfad“) ist ein geschichtlicher Lehrpfad im Westen der New Territories bei Ping Shan in Hongkong. Der Pfad im Distrikt Yuen Long wurde am 12. Dezember 1993 eröffnet und war damit der erste seiner Art in der Stadt. Auf einer Länge von 1,6 Kilometern verläuft der Pfad durch die Dörfer Hang Tau Tsuen (坑頭村), Hang Mei Tsuen (坑尾村) und Sheung Cheung Wai (上璋圍) entlang verschiedener Baudenkmäler und anderen historisch geschützte Gebäude. In der ehemaligen Polizeiwache von Ping Shan (舊屏山警署) wurde 2007 ein Zentrum mit Galerie und einer kleinen Ausstellung für Besucher eröffnet. Nach guter Annahme und Erfolg des einzigartigen Lehrpfads dieser Art, eröffnete die Hongkonger Regierung am 4. Dezember 1999 einen zweiten 2,6 km langen Geschichtslehrpfad im Norden der New Territories, der Lung Yeuk Tau Heritage Trail (龍躍頭文物徑), im Distrikt Nord von Hongkong.

## Sehenswürdigkeiten
Der Pfad umfasst folgende 12 historische Gebäude:

### Tsui-Sing-Lau-Pagode

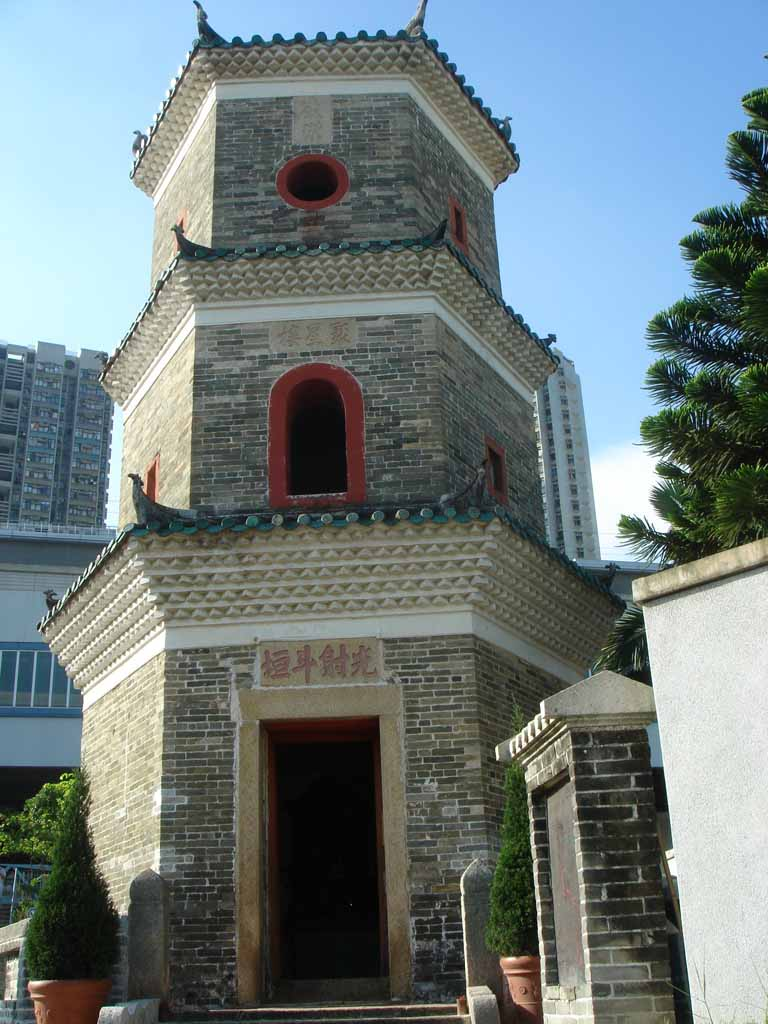
Tsui-Sing-Lau-Pagode

Bei der Tsui-Sing-Lau-Pagode (聚星樓) handelt es sich um Hongkongs einzige antike Pagode; sie ist seit Dezember 2001 als declared monument geschützt. Das Bauwerk, dessen Name als Pagode der versammelten Sterne übersetzt werden kann, wurde vor mehr als 600 Jahren erbaut. Vermutlich war Tang Yin-tung der Baumeister. Einer mündlichen Überlieferung zufolge hatte die hexagonal geformte Pagode ursprünglich sieben Stockwerke, wovon vier durch heftige Wetterereignisse zerstört wurden. Heute hat der Turm noch drei Stockwerke und ist etwa 19 Meter hoch.
Die Pagode wurde auch zur Verbesserung des Feng Shui der Gegend gebaut; insbesondere sollten Flutkatastrophen verhindert werden. Die Ausrichtung zum Berg Castle Peak soll nach der chinesischen Lehre der Geomantie dem Tang-Klan gesellschaftlichen Erfolg sichern. Im obersten Geschoss befindet sich eine Statue von Fui Shing (魁星, auch Man Fui Shing 文魁星), eine daoistische Gottheit der Literatur. Fui Shing soll den Gläubigen Glück und Erfolg bei Prüfungen bringen.

### Sheung Cheung Wai-Eingangstor

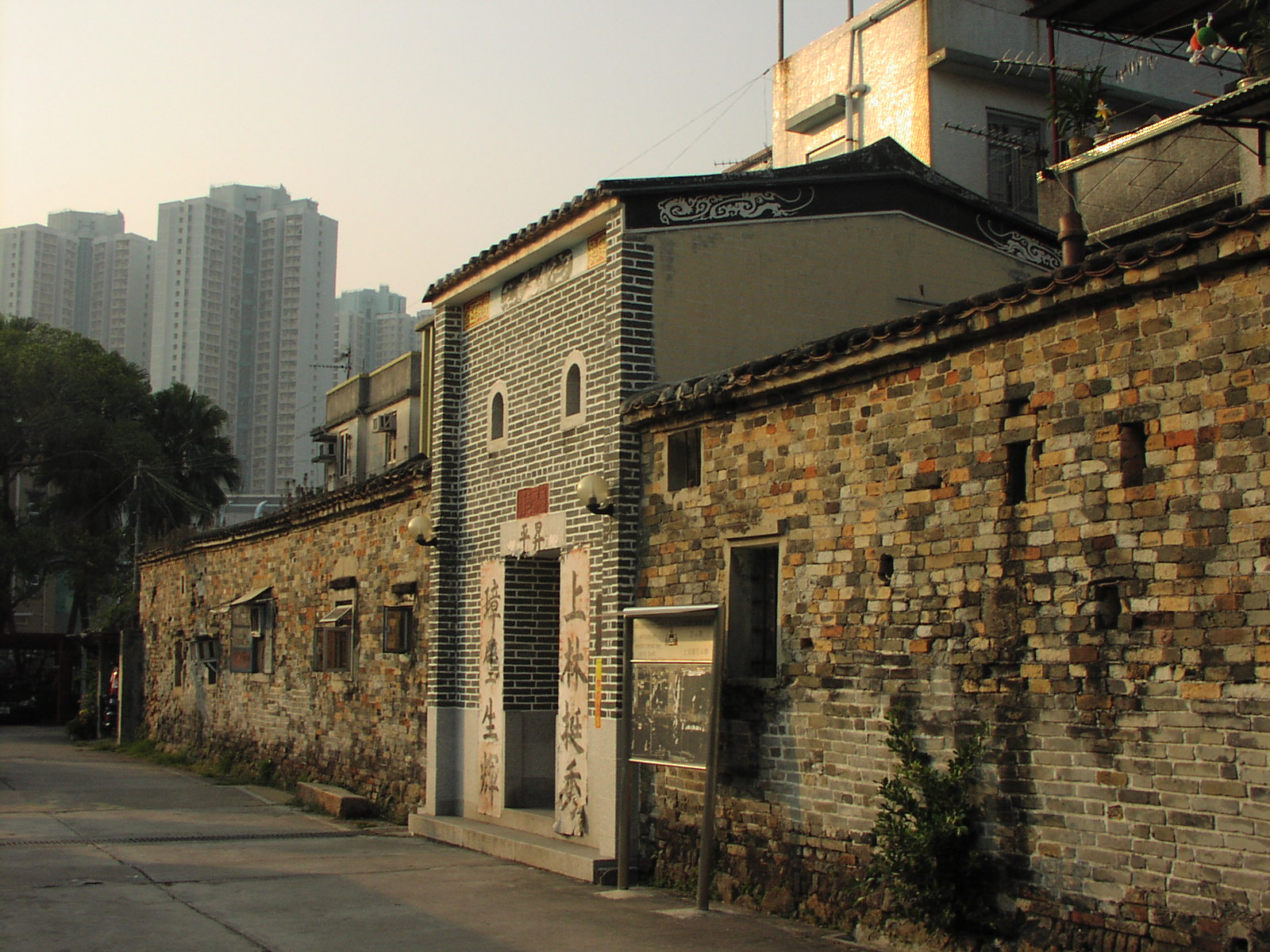
Eingangstor zu Sheung Cheung Wai

Das Eingangstor von Sheung Cheung Wai (上璋圍圍門, „AMO-Nummer: 1379“) ist der „Eingang eines befestigten Dorfs“ (kantonesisch waimun hochchinesisch weimen, 圍門). Es handelt sich um ein sogenanntes walled village (Jyutping waicyun Pinyin weicun, 圍村), also ein Dorf, das noch von einer Mauer umgeben ist.

### Yeung-Hau-Tempel

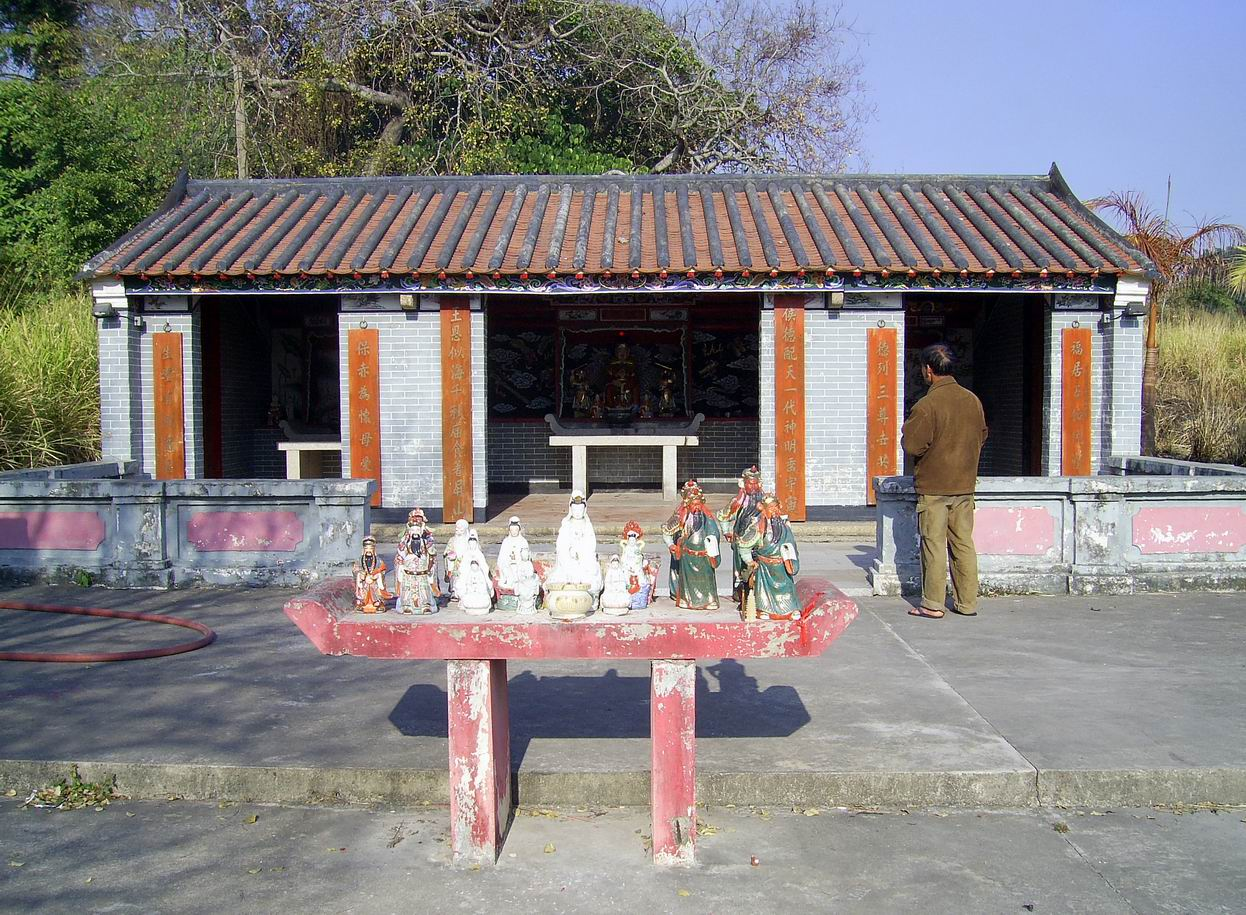
Yeung-Hau-Tempel

Der Yeung-Hau-Tempel (楊侯古廟, „AMO-Nummer: 924“) ist einer von sechs Tempeln in Yuen Long, die Hau Wong (侯王), einem Prinzen und General der Song-Dynastie, gewidmet sind. Die genaue Bauzeit des Tempels ist nicht bekannt, die letzten Renovierungen fanden 1991 und 2002 statt.

### Historischer Brunnen

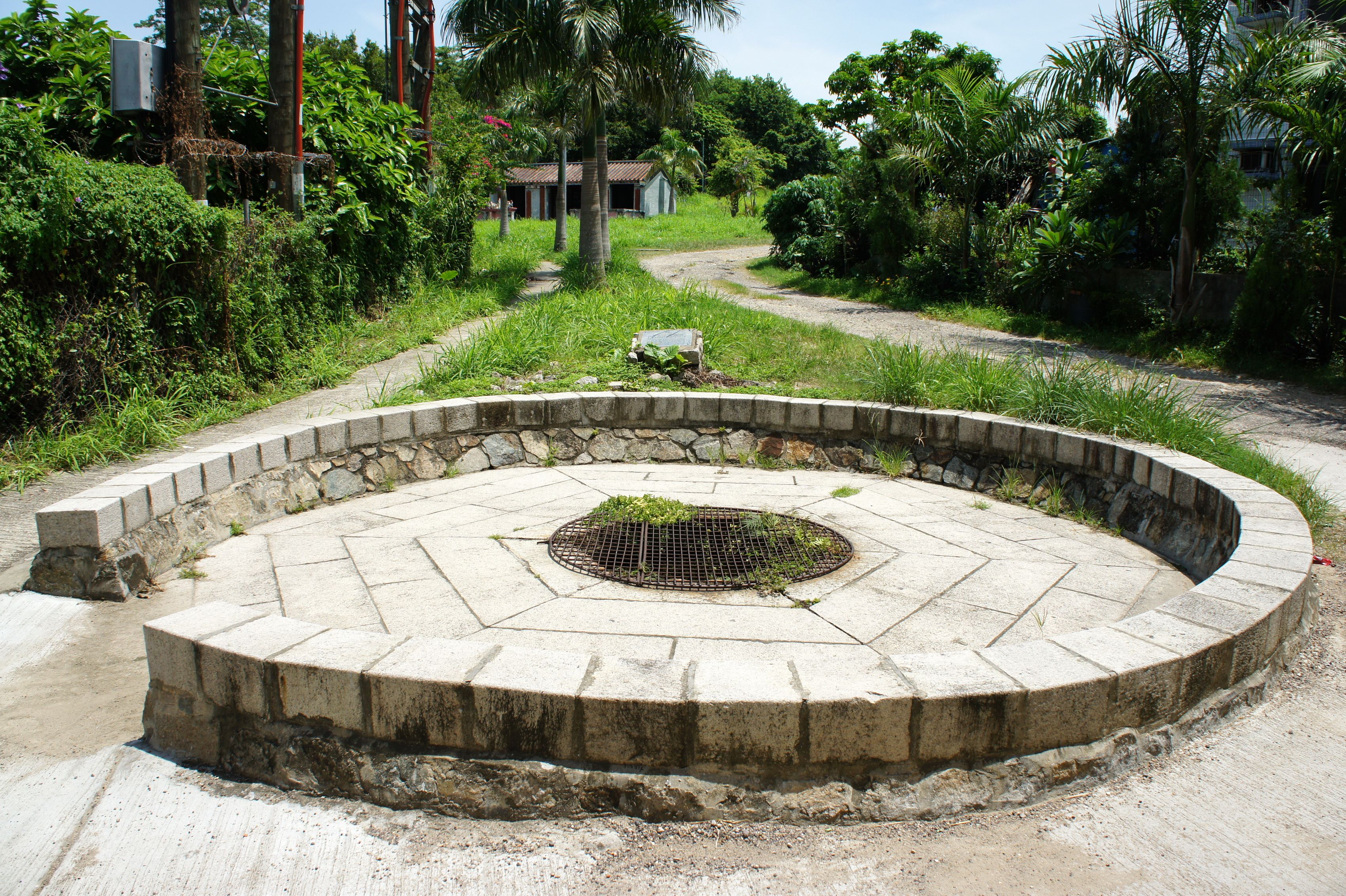
Brunnen

Dieser Brunnen (古井) ist geschätzt 200 Jahre alt und wurde wohl vor dem Bau von Sheung Cheung Wai errichtet. Auch hier lässt sich allerdings der Bau nicht genau datieren. Der Brunnen diente als wichtigste Wasserquelle für die Dörfer Sheung Cheung Wai und Hang Tau Tsuen. Heute wurde der Brunnen von den Dorfbewohnern als Fengshui-Teich zum Koi-Becken umfunktioniert.

### Schrein des Erdgottes
Westlich von Sheung Cheung Wai befindet sich ein Schrein (社壇), gewidmet der Erdgottheit She Kung (社公), die als Beschützerin der Dorfbewohner gilt. Alternative Bezeichnungen der Gottheit sind Pak Kung, To Tei Kung und Fuk Tak Kung. Der kleine Schrein hat eine über achthundertjährigen Geschichte.

### Tang-Ahnenhalle

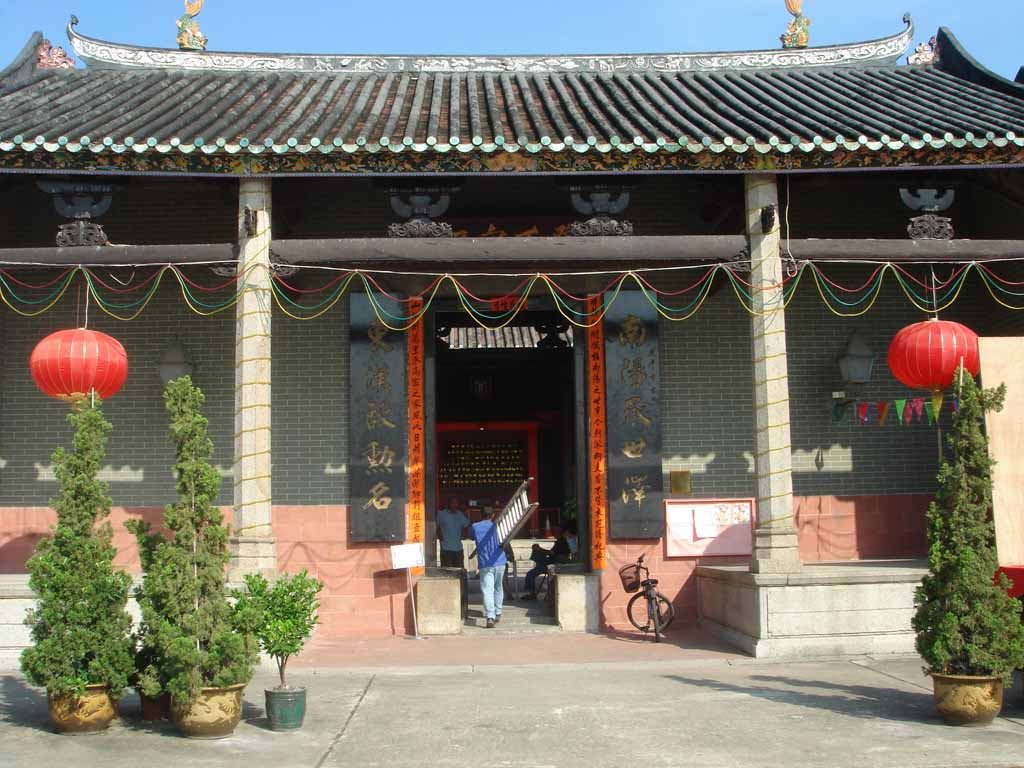
Tang-Ahnenhalle

Die Tang-Ahnenhalle (鄧氏宗祠, „AMO-Nummer: 317“) ist eine der größten Ahnenhallen in Hongkong und liegt zwischen Hang Tau Tsuen und Hang Mei Tsuen. Sie wurde vor ca. 700 Jahren von einem Ahnen des lokalen Tang-Klans, Tang Fung-shun, erbaut und bildet die wichtigste Ahnenhalle der Tang-Familie. Der Gebäudekomplex besteht aus drei Hallen und hat zwei Innenhöfe. Die hölzernen Träger und Balken der Hallen sind mit Glückssymbolen verziert. 1990 bis 1991 wurde die Halle renoviert und ist seit 2001 als Denkmal geschützt. Das Gebäude wird nach wie vor zu feierlichen Zwecken und Andachten genutzt.

### Yu-Kiu-Ahnenhalle

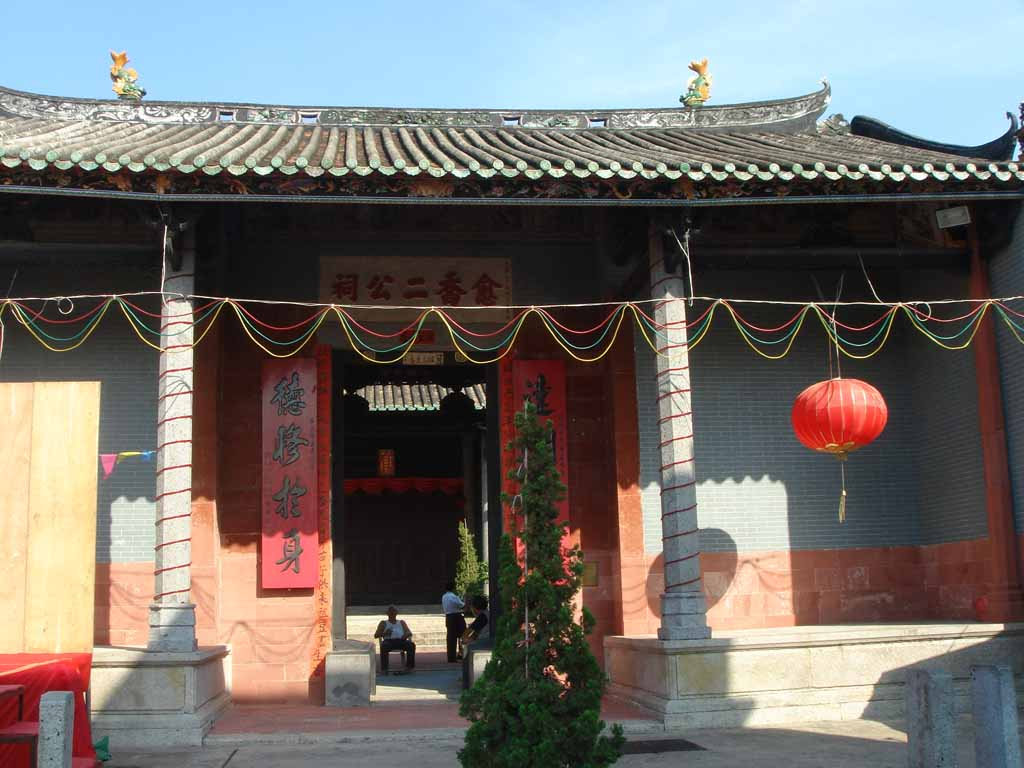
Yu-Kiu-Ahnenhalle

Die Yu-Kiu-Ahnenhalle (愈喬二公祠, „AMO-Nummer: 526“) liegt südlich in der Nähe der Tang-Halle. Beide Hallen haben die gleiche Architektur, also umfasst auch dieses Gebäude drei Hallen mit zwei Innenhöfen. Es wurde im frühen 16. Jahrhundert bei zwei Brüdern des Tang-Klans in elfter Generation, Tang Sai-yin und Tang Sai-chiu, gebaut. Neben der Funktion als Ahnenhalle wurden die Gebäude von 1931 bis 1961 als Grundschule genutzt.

### Kun Ting Study Hall

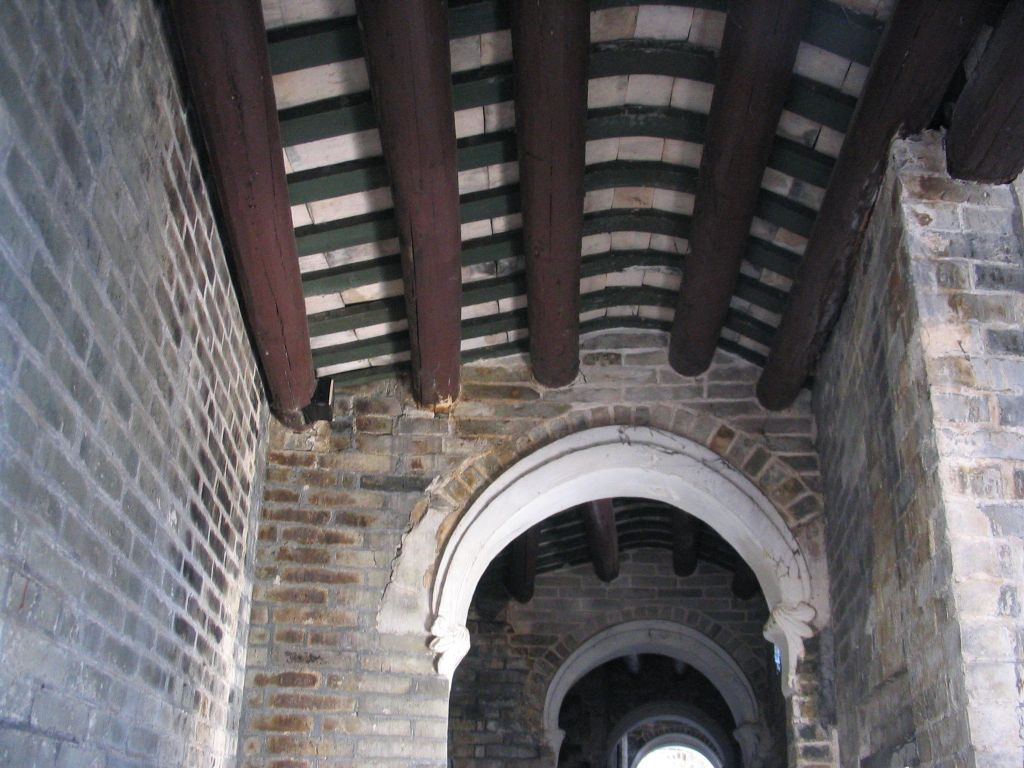
Kun Ting Study Hall

Die Kun Ting Study Hall (覲廷書室, „AMO-Nummer: 12“) wurde 1870 erbaut, damit sich Kandidaten auf das chinesische Examen zur kaiserlichen Beamten vorbereiten konnten. Als die New Territories 1899 unter britische Kontrolle kamen, dienten die beiden Hallenteile als Polizeiwache.

### Ching Shu Hin

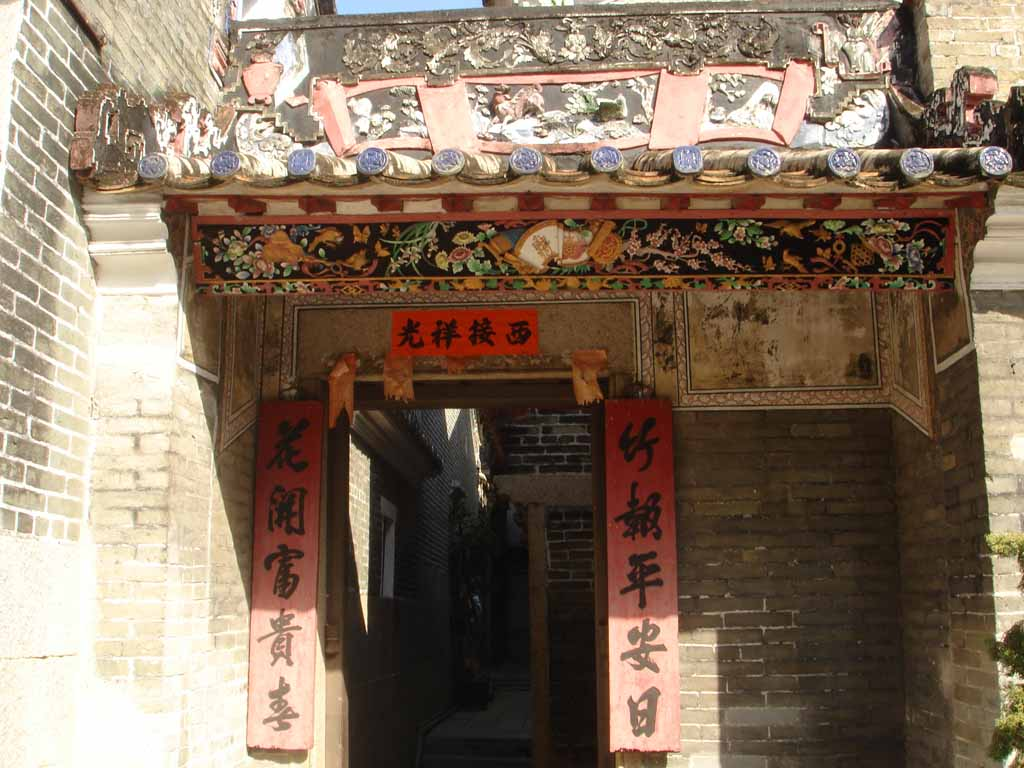
Ching Shu Hin

Ching Shu Hin (清暑軒, „AMO-Nummer: 11“) ist ein zweistöckiges Gebäude in L-Form und grenzt an die Kun Ting Study Hall, mit der es mit einer kleinen Brücke verbunden ist. Es wurde als Gästehaus für berühmte Forscher und Gelehrte kurz nach der Studierhalle (Kun Ting Study Hall) errichtet.

### Hung-Shing-Tempel
Der Hung-Shing-Tempel (洪聖宮, „AMO-Nummer: 526“) wurde ebenfalls von der Tang-Familie errichtet, vermutlich 1767 während der Herrschaft von Kaiser Qianlong. Das vorhandene Bauwerk wurde 1866 neu errichtet, 1963 folgte eine umfassende Renovierung.

### Eingangshalle der Shut Hing Study Hall
Die Shut Hing Study Hall (述卿書室, „AMO-Nummer: 98“) wurde 1874 zum Gedenken an Tang Shut-hing errichtet. Das Gebäude war ursprünglich ein zweihöfiger Bau mit Eingangs- (前廳, auch Vorhalle 前進) und Haupthalle (正廳, auch Rückhalle 後進). Nach dem Zweiten Weltkrieg musste 1977 der rückwärtige Bauabschnitt mit dem Hinterhof (Haupthalle) wegen mangelnder Instandsetzung allerdings abgerissen werden. Die Rückseite wurde später als Wohnquartier umgebaut.

### Ping Shan Tang Clan Gallery und Besucherzentrum

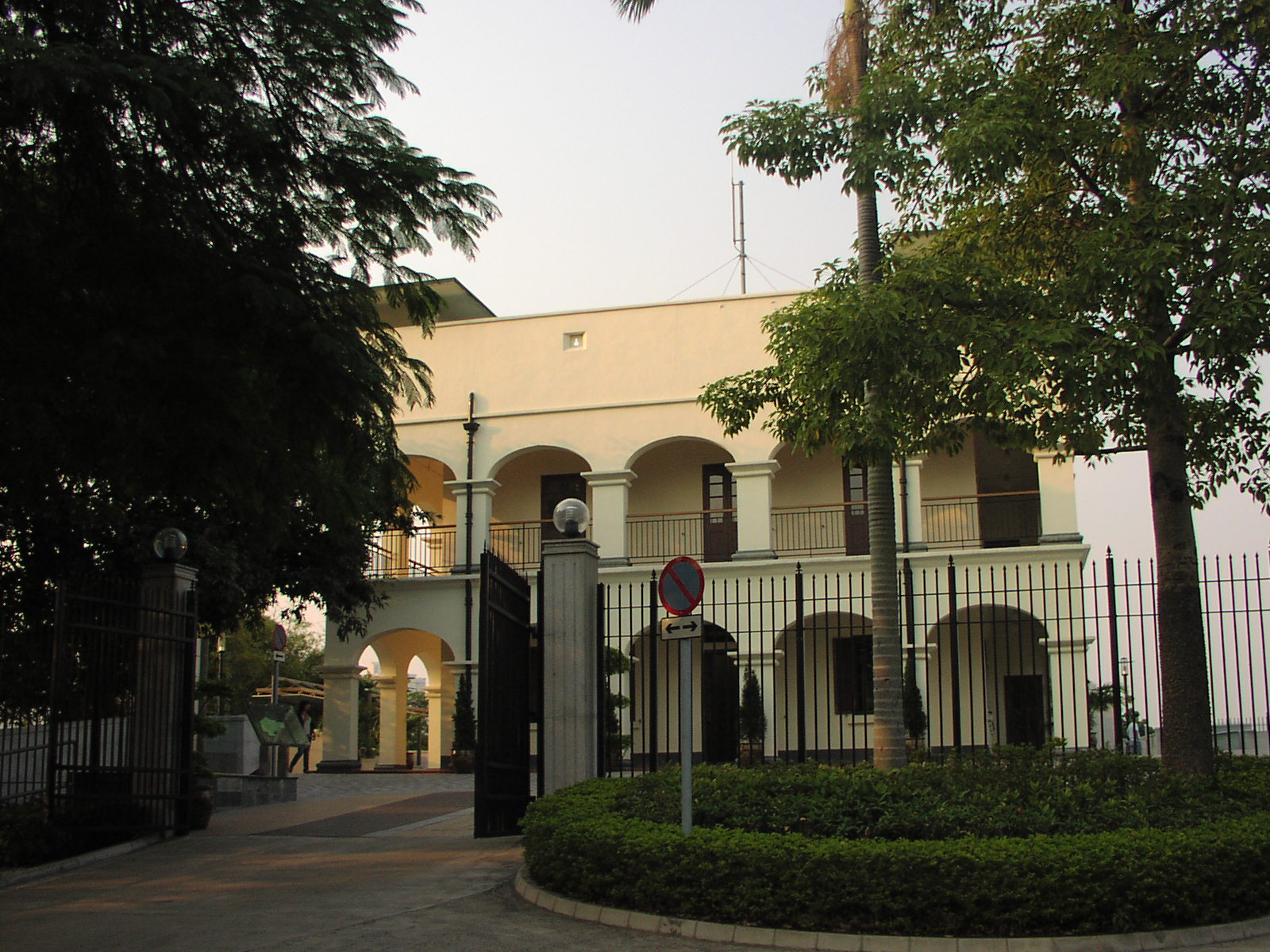
Ping Shan Tang Clan Gallery mit Besucherzentrum (Alte Polizeiwache)

Die Ping Shan Tang Clan Gallery (屏山鄧族文物館) wurde mit dem Besucherzentrum zum Heritage Trail (文物徑訪客中心) 2007 eröffnet. Es befindet sich in der ehemaligen Polizeiwache von Ping Shan (舊屏山警署, „AMO-Nummer: 373“), die das einzige Gebäude aus der Kolonialzeit entlang des Lehrpfads darstellt. Sie wurde 1900 erbaut und gehört zu den wenigen erhaltenen Polizeigebäuden der Kolonialarchitektur aus der Vorkriegszeit in den New Territories.